# Sbojiwska
Sbojiwska (ukrainisch Збоївська; russisch Збоевская Sbojewskaja, polnisch Zboiska) ist ein Dorf in der westukrainischen Oblast Lwiw mit etwa 110 Einwohnern.
Am 12. Juni 2020 wurde das Dorf ein Teil der neu gegründeten Stadtgemeinde Radechiw im Rajon Tscherwonohrad, bis dahin gehörte es zur Landratsgemeinde Stojaniw im Rajon Radechiw.

## Geschichte

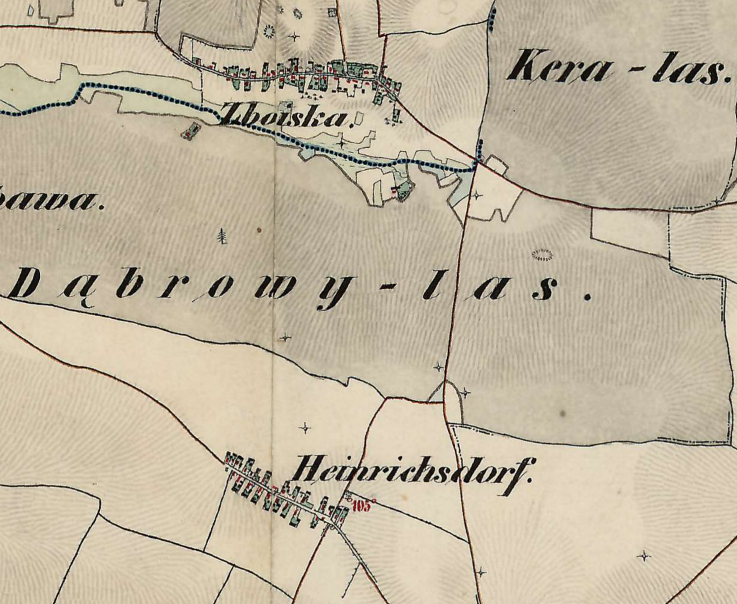
Zboiska und Heinrichsdorf auf der Franziszeischen Landesaufnahme um die Mitte des 19. Jahrhunderts

Im Jahre 1835 wurden dort deutsche Kolonisten angesiedelt. Im Süden, hinter einem Wald, befand sich eine andere deutsche Kolonie namens Heinrichsdorf, heute untergegangen. Die Protestanten gehörten zur Pfarrgemeinde Jozefów in der Evangelischen Superintendentur A. B. Galizien.
Im Jahre 1900 hatte die Gemeinde Zboiska 36 Häuser mit 266 Einwohnern, davon waren 140 Deutschsprachige, 90 Polnischsprachige, 36 Ruthenischsprachige, 80 römisch-katholisch, 39 griechisch-katholisch, 7 Juden, 140 anderen Glaubens.
Nach dem Ende des Polnisch-Ukrainischen Kriegs 1919 kam die Gemeinde zu Polen. Im Jahre 1921 hatte sie 37 Häuser mit 252 Einwohnern, davon waren 145 Polen, 83 Deutsche, 24 Ruthenen, 134 evangelisch, 70 römisch-katholisch, 45 griechisch-katholisch, 3 anderen Christen.
Im Zweiten Weltkrieg gehörte das Dorf zuerst zur Sowjetunion und ab 1941 zum Generalgouvernement, ab 1945 wieder zur Sowjetunion, heute zur Ukraine.